# 영평 (북위)
영평(永平)은 중국 북위(北魏) 선무제(宣武帝)의 세 번째 연호이다. 508년 8월에서 512년 4월까지 3년 9개월 동안 사용하였다.
같은 시기에 사용된 다른 연호로는 양(梁)에서 사용한 천감(天監 : 502년 ~ 519년)이 있다.

## 개원
정시(正始) 5년 8월 16일(508년 9월 26일)에 영평(永平)으로 개원함.

## 연대대조표
| 영평                | 원년           | 2년        | 3년        | 4년        | 5년        |
| 서력                | 508년          | 509년      | 510년      | 511년      | 512년      |
| 육십간지 (六十干支) | 무자(戊子)     | 기축(己丑) | 경인(庚寅) | 신묘(辛卯) | 임진(壬辰) |
| 양 (梁)             | 천감(天監) 7년 | 8년        | 9년        | 10년       | 11년       |

## 삭일(1일)
| 영평 원년 (508년) | 1월             | 2월             | 3월             | 4월             | 5월             | 6월             | 7월             | 8월             | 9월             | 10월            | 11월            | 12월            |                 |
| ----------------- | --------------- | --------------- | --------------- | --------------- | --------------- | --------------- | --------------- | --------------- | --------------- | --------------- | --------------- | --------------- | --------------- |
| 삭일(음력)        | 을유일 (乙酉日) | 을묘일 (乙卯日) | 갑신일 (甲申日) | 갑인일 (甲寅日) | 계미일 (癸未日) | 계축일 (癸丑日) | 임오일 (壬午日) | 임자일 (壬子日) | 신사일 (辛巳日) | 신해일 (辛亥日) | 경진일 (庚辰日) | 경술일 (庚戌日) |                 |
| 율리우스력        | 508년 2월 17일  | 3월 18일        | 4월 16일        | 5월 16일        | 6월 14일        | 7월 14일        | 8월 12일        | 9월 11일        | 10월 10일       | 11월 9일        | 12월 8일        | 509년 1월 7일   |                 |
| 영평 2년 (509년)  | 1월             | 2월             | 3월             | 4월             | 5월             | 6월             | 7월             | 8월             | 9월             | 10월            | 11월            | 12월            |                 |
| 삭일(음력)        | 기묘일 (己卯日) | 기유일 (己酉日) | 무인일 (戊寅日) | 무신일 (戊申日) | 정축일 (丁丑日) | 정미일 (丁未日) | 정축일 (丁丑日) | 병오일 (丙午日) | 병자일 (丙子日) | 을사일 (乙巳日) | 을해일 (乙亥日) | 갑진일 (甲辰日) |                 |
| 율리우스력        | 509년 2월 5일   | 3월 7일         | 4월 5일         | 5월 5일         | 6월 3일         | 7월 3일         | 8월 2일         | 8월 31일        | 9월 30일        | 10월 29일       | 11월 28일       | 12월 27일       |                 |
| 영평 3년 (510년)  | 1월             | 2월             | 3월             | 4월             | 5월             | 6월             | 윤6월           | 7월             | 8월             | 9월             | 10월            | 11월            | 12월            |
| 삭일(음력)        | 갑술일 (甲戌日) | 계묘일 (癸卯日) | 계유일 (癸酉日) | 임인일 (壬寅日) | 임신일 (壬申日) | 신축일 (辛丑日) | 신미일 (辛未日) | 경자일 (庚子日) | 경오일 (庚午日) | 기해일 (己亥日) | 기사일 (己巳日) | 기해일 (己亥日) | 무진일 (戊辰日) |
| 율리우스력        | 510년 1월 26일  | 2월 24일        | 3월 26일        | 4월 24일        | 5월 24일        | 6월 22일        | 7월 22일        | 8월 20일        | 9월 19일        | 10월 18일       | 11월 17일       | 12월 17일       | 511년 1월 15일  |
| 영평 4년 (511년)  | 1월             | 2월             | 3월             | 4월             | 5월             | 6월             | 7월             | 8월             | 9월             | 10월            | 11월            | 12월            |                 |
| 삭일(음력)        | 무술일 (戊戌日) | 정묘일 (丁卯日) | 정유일 (丁酉日) | 병인일 (丙寅日) | 병신일 (丙申日) | 을축일 (乙丑日) | 을미일 (乙未日) | 갑자일 (甲子日) | 갑오일 (甲午日) | 계해일 (癸亥日) | 계사일 (癸巳日) | 임술일 (壬戌日) |                 |
| 율리우스력        | 511년 2월 14일  | 3월 15일        | 4월 14일        | 5월 13일        | 6월 12일        | 7월 11일        | 8월 10일        | 9월 8일         | 10월 8일        | 11월 6일        | 12월 6일        | 512년 1월 4일   |                 |
| 영평 5년 (512년)  | 1월             | 2월             | 3월             | 4월             | 5월             | 6월             | 7월             | 8월             | 9월             | 10월            | 11월            | 12월            |                 |
| 삭일(음력)        | 임진일 (壬辰日) | 임술일 (壬戌日) | 신묘일 (辛卯日) | 신유일 (辛酉日) | 경인일 (庚寅日) | 경신일 (庚申日) | 기축일 (己丑日) | 기미일 (己未日) | 무자일 (戊子日) | 무오일 (戊午日) | 정해일 (丁亥日) | 정사일 (丁巳日) |                 |
| 율리우스력        | 512년 2월 3일   | 3월 4일         | 4월 2일         | 5월 2일         | 5월 31일        | 6월 30일        | 7월 29일        | 8월 28일        | 9월 26일        | 10월 26일       | 11월 24일       | 12월 24일       |                 |

## 같이 보기
- 다른 왕조의 같은 연호
  - 후한(後漢) 영평(58년 ~ 75년)
  - 서진(西晉) 영평(291년)
  - 전촉(前蜀) 영평(911년 ~ 915년)
- 중국의 연호

| 이전 연호 정시(正始) | 중국의 연호 북위(北魏) | 다음 연호 연창(延昌) |